# Tréfumel
Tréfumel är en kommun i departementet Côtes-d'Armor i regionen Bretagne i nordvästra Frankrike. Kommunen ligger i kantonen Évran som tillhör arrondissementet Dinan. År 2022 hade Tréfumel 279 invånare.

## Befolkningsutveckling
Antalet invånare i kommunen Tréfumel
Referens:INSEE